# HMS Canning
HMS Canning – okręt balonowy należący do Royal Navy, wziął udział w bitwie o Gallipoli w 1915 roku.

## Historia
Największy z brytyjskich balonowców, SS „Canning” został wynajęty przez Admiralicję od jego armatora Liverpool, Brazil & River Plate Steam Navigation Company 9 maja 1915 roku (28 czerwca ostatecznie go zakupiono), początkowo planowano użyć go jako transportowca, ale ostatecznie zdecydowano o przebudowaniu go na okręt balonowy, co też zrobiono w stoczni H. Grayson & Company w Birkenhead pomiędzy czerwcem a wrześniem 1915 roku. Okręt został wyposażony z platformę balonową, generatory gazu i jeden balon oraz uzbrojony w pojedynczą armatę 6-funtową (57 mm) i dwie pojedyncze 6-funtowe armaty przeciwlotnicze.
„Canning” przybył na Mudros w październiku 1915 roku, a następnie dołączył do floty w Cieśninie Dardanelskiej, w grudniu wziął udział w ewakuacji wojska z Gallipoli. 24 maja 1916 roku „Canning” przekazał swój balon dla 22. Dywizji i 1 czerwca wyruszył do Anglii przewożąc na pokładzie wrak zestrzelonego niemieckiego sterowca „LZ 85”.
Ponownie skierowany do stoczni w Birkenhead, przebywał tam od 22 czerwca do 4 grudnia; został przebudowany na okręt-bazę balonów, a na okręcie między innymi znacznie powiększono zbiorniki z wodorem. „Canning” dołączył do Grand Fleet 28 grudnia 1916 roku i służył w tam do stycznia 1919 roku, po czym został wycofany ze służby. 21 stycznia 1920 roku „Canning” został sprzedany do Grecji.